# Szingapúr világörökségi helyszínei
Szingapúr területéről eddig egy helyszín került fel a világörökségi listára.
| | Szingapúri botanikus kertek |
| 2015 |                             |
| Kulturális (II)(IV) |                             |
| Védett terület: 49 ha, puffer zóna: 137 ha, hivatkozás: 1483 |                             |
| A Szingapúr városközpontjában létesített botanikus kertet 1859-ben alapították. A 46 hektáron elterülő kert történetéből rekonstruálható hogyan vált egy brit gyarmati botanikus kert világszínvonalú tudományos intézménnyé, amelynek fő feladata az értékmegőrzés és az oktatás. Az intézmény már 1875 óta a gumifa-ültetvényekhez kapcsolódó kutatások egyik jelentős központja Délkelet-Ázsiában. Másik fontos feladata a trópusi haszon- és dísznövények kutatása, az ezzel kapcsolatos kísérletek elvégzése és az információcsere a többi ezzel foglalkozó központtal. A kert kialakításakor az Egyesült Királyságban található Királyi Botanikus Kertek facsemetéit és palántáit használták fel, ezek szaporításáról már helyben gondoskodtak, és később innen osztották el a növényeket Délkelet-Ázsiába és a világ más részeire is. A kert eredeti szerkezete és épületei napjainkig megmaradtak, ez annak köszönhető, hogy alapítása óta botanikus kertként működött és története során csak a legszükségesebb átalakításokat végezték el. |                             |

## Elhelyezkedése
| Botanikus kert |

## Javasolt helyszín
| Megnevezés | Kép | Típus      | Kritérium | Év   | Link |
| ---------- | --- | ---------- | --------- | ---- | ---- |
| Padang     |     | Kulturális | IV        | 2022 | 6620 |